# Линкълн (окръг, Канзас)
Вижте пояснителната страница за други значения на Линкълн.
Окръг Линкълн (на английски: Lincoln County) е окръг в щата Канзас, Съединени американски щати. Площта му е 1865 km², а населението - 3411 души. Административен център е град Линкълн Сентър.